# Unión de San Antonio
Unión de San Antonio é um município do estado de Jalisco, no México.
Em 2005, o município possuía um total de 15.484 habitantes.